# Verwaltungsgemeinschaft Elb-Havel-Land
In der Verwaltungsgemeinschaft Elb-Havel-Land waren im sachsen-anhaltischen Landkreis Stendal die Gemeinden Garz, Kamern, Klietz, Kuhlhausen, Schönfeld, Warnau und Wulkau sowie die Stadt Sandau zusammengeschlossen. Am 1. Januar 2005 wurde sie mit der Verwaltungsgemeinschaft Schönhausen (Elbe) zur neuen Verwaltungsgemeinschaft Elbe-Havel-Land zusammengeschlossen. Die Gemeinden Garz, Kuhlhausen und Warnau wurden in die Stadt Havelberg eingemeindet.